# Trenta (Kandinski)
Trenta és una pintura a l'oli sobre tela realitzada per l'artista rus Vassili Kandinski l'any 1937. La pintura es caracteritza per la utilització, tot just, del negre i el blanc, i per la seva distribució en 30 unitats. En comptes d'un o dos punts focals, Trenta presenta 30 petits quadres, de manera semblant a un tauler d'escacs, cada un dels quals amb un punt focal potencial.